# Паюнурм, Мяртен
Мяртен Паюнурм (эст. Märten Pajunurm; 29 апреля 1993, Рапла) — эстонский футболист, защитник.

## Биография
Начинал заниматься футболом с 7 лет в филиалах академии «Флоры» в Кехтна и Рапла, первый тренер — Эрки Кескюла. В 2008 году был приглашён в юниорскую команду таллинской «Флоры». На взрослом уровне начал играть с 2009 года на правах аренды в клубах низших лиг Эстонии — «Валга Уорриор», «Элва», «Флора-2». Летом 2011 года был отдан в аренду на полтора года в «Курессааре», в его составе дебютировал в высшем дивизионе 30 июля 2011 года в матче против «Вильянди». 15 октября 2011 года забил первые голы в высшей лиге, отличившись «дублем» в ворота «Вильянди». В апреле 2012 года забил единственный гол в выездном матче против «Флоры», принеся своему клубу сенсационную победу. В начале 2013 года вернулся в «Флору», но сыграл за основную команду только один матч на ранних стадиях Кубка Эстонии, и спустя полгода снова отправился в «Курессааре», с которым по итогам сезона вылетел из высшей лиги.
С 2014 года в течение нескольких лет играл за американскую студенческую команду «Лонгвуд Лансерс», в перерывах выступал в Эстонии за «Курессааре» и «Пайде».
С 2019 года снова играет за «Курессааре» в высшей лиге. По состоянию на 2020 год — капитан команды.
Призывался в юношеские сборные Эстонии, провёл 12 матчей. Участник финального турнира чемпионата Европы среди 19-летних 2012 года, проходившего в Эстонии, на турнире сыграл в одном матче, в котором вышел на замену на последней минуте.